# 圣佩德罗-达阿瓜布兰卡
圣佩德罗-达阿瓜布兰卡是巴西马拉尼昂州的一个市镇。总面积720.492平方公里，总人口11066人，人口密度15.4人/平方公里。